# Erna Dinklage
Erna Elise Auguste Dinklage-Gilbert (* 19. Juni 1895 in München; † 20. Mai 1991 in Dietramszell) war eine deutsche Malerin und Grafikerin. Sie zählt zu den Vertretern der Kunstrichtungen Neue Sachlichkeit (Frühwerk) und Arte Cifra (Spätwerk).

## Leben
Erna Dinklage wurde am 19. Juni 1895 in München geboren. Nach der Scheidung der Eltern wuchs sie bis zu ihrem 17. Lebensjahr bei ihrer Mutter in Genf und Berlin auf. Anschließend zog sie zu ihrem Vater, Paul Crodel, einem impressionistischen Landschaftsmaler, nach München. Er entdeckte das malerische Talent der Tochter und ermutigte sie zu einem Studium der Malerei an der Kunstakademie Berlin, die sie jedoch bald wieder verließ, da der Unterricht ihre Begabung eher lähmte als förderte.
Wieder zurück in ihrer Heimatstadt München, lernte sie den Maler Georg Schrimpf kennen, der sie in die Münchener Welt der Kunst einführte und ihr den Weg öffnete, als Mitglied in der Neuen Sezession aufgenommen zu werden. Später wurde sie Mitbegründerin der Münchner Künstlervereinigung „Die Juryfreien“.
1920 heiratete sie Karl Dinklage, und Sohn Gideon wurde geboren. Jetzt entstanden farbenprächtige Gartenbilder und vor allem zahlreiche Porträts wie zum Beispiel das „Dreierportrait“ (1930) (Erna Dinklage, Vater Paul Crodel und Sohn Gideon), das Doppelportrait (1920) von „Oskar Maria Graf und Georg Schrimpf“ und das Porträt Sohn „Gideon mit Apfel“.
In dieser Schaffensperiode, die ihr Frühwerk umfasst, entwickelte sich die Malerin im Stil der Neuen Sachlichkeit.
Nach der Scheidung von Karl Dinklage zog sie sich 1935 aus dem öffentlichen Kunstbetrieb zurück und übersiedelte an den Chiemsee. Dort heiratete sie Friedrich Theodor Gilbert und brachte Sohn Christian und Tochter Helga zur Welt. Die Suche nach neuen Ausdrucksformen für ihre Malerei ließ das Zwischenwerk (1935–1970) entstehen. Exemplarisch für diese Zeitspanne sind die Gemälde „Flucht“ und das Porträt „Max Picard“ sowie die Halbrelief-Arbeiten „Quelle“ und „Lothar-Günther Buchheim mit seiner Frau Diethild“. Alle drei Porträtierten gehörten zum Bekanntenkreis der Künstlerin. Erna Dinklages Leben wurde von mehreren Umzügen geprägt. Zunächst zog sie nach Ostpreußen, in die Nähe von Danzig. Hier gingen am Ende des Zweiten Weltkriegs durch den Einmarsch der Roten Armee nahezu alle Werke im Stil der Neuen Sachlichkeit verloren.
In der Zeit des Nationalsozialismus galten ihre Bilder als Entartete Kunst, wurden aus den Museen des Dritten Reiches entfernt und verschwanden. 1937 wurden im Rahmen der deutschlandweiten konzertierten Aktion „Entartete Kunst“ von den Nationalsozialisten ihr Ölgemälde Landschaft mit Bäumen (61 × 80 cm) aus den Bayerischen Staatsgemäldesammlungen München beschlagnahmt. Sein Verbleib ist ungeklärt. Von den wenigen Arbeiten, die gerettet werden konnten, befinden sich zwei Ölgemälde in der Galerie im Lenbachhaus in München. Nach der Flucht aus Ostpreußen lebte Erna Dinklage in Bayern, zunächst in Starnberg und Feldafing am Starnberger See, später nahe Landsberg am Lech und ab 1970 in Ried bei Dietramszell. Hier fand sie die Ruhe und Sicherheit, ihr umfangreiches Spätwerk im Alter von 75 bis 95 Jahren zu schaffen.

## Werk

### Frühwerk
Neue Sachlichkeit – Magischer Realismus 1920 bis 1935
Erna Dinklage wurde mit den Malern Joseph Scharl und Rudolf Ernst in eine Reihe gestellt (Hans Eckstein im „Zweijahrbuch der Juryfreien“ München 1929/30.) Auch Wilhelm Hausenstein und andere zeitgenössische Kritiker und Schriftsteller würdigten ihr Werk.
Sozialkritische Aussagen, wie sie in den Arbeiten von Otto Dix und Conrad Felixmüller zu finden sind, lagen der Künstlerin fern. Doch auch vom Magischen Realismus, wie der Kunsthistoriker Franz Roh den bukolischen, befriedeten Stil charakterisierte, der in München vorherrschte, setzte sie sich eigenwillig ab.
Erna Dinklages Gemälde verraten eine stark formbetonte Auffassungsweise, in der sich ein Zug ins Poetische, Verklärende und auch Naive bemerkbar macht. Ihr Formenrepertoire verbindet sie mit einem leuchtenden Kolorit.
Dieses wird vor allem in den zahlreichen Porträts deutlich, wie zum Beispiel im Doppelportrait „Oskar Maria Graf und Georg Schrimpf“ oder den Porträts „Edzard Schaper“ und der Freundin „Dora König mit Mutter“.
Das einzige Selbstbildnis der Künstlerin findet sich im „Dreierportrait“ zusammen mit Vater Paul Crodel und Sohn Gideon, den sie auch immer wieder in Kinderportraits festhielt („Gideon mit Apfel“, siehe Titelblatt der Kunstzeitschrift Jugend).
Nahezu das gesamte Œuvre der Neuen Sachlichkeit der Erna Dinklage ging am Ende des Zweiten Weltkrieges beim Einmarsch der russischen Armee in Ostpreußen verloren. Aufgrund Hitlers Diktat der „Entarteten Kunst“ sind nur zwei ihrer Arbeiten, die aus den Museen verschwanden, erhalten.

### Zwischenwerk
Suche nach neuen Wegen einer künstlerischen Ausdrucksmöglichkeit 1935 bis 1970
1935 zog sich Erna Dinklage aus dem öffentlichen Kunstbetrieb der Kunst im Nationalsozialismus zurück und verließ München. Das neue Domizil am Chiemsee und die zweite Ehe mit F. Th. Gilbert prägten diese von mehreren Umzügen unterbrochene Lebensphase auf der Suche nach neuen Wegen ihrer Kunst. In dieser Periode entstanden zahlreiche Stillleben, Porträts und Aquarelle. „Max Picard“ 1944, „Flucht“ 1946, das Triptychon „Fasching“ und „Feldafinger Faschingsfußball“. (Kleine Auswahl)
1950 reproduzierte und kommentierte die Kunstkritikerin Juliane Roh in der Kunstzeitschrift Kunst und Hausmehrere Bilder der Malerin.
1954 wurden 70 Arbeiten von Erna Dinklage in der Galerie im Lenbachhaus, München, der Öffentlichkeit vorgestellt. Über einen kleinen künstlerischen Ausflug in die Keramik entdeckte Erna Dinklage die Technik des Halbreliefs für sich. Es entstanden zum Teil großformatige Bilder, die in ihrer formalen und farblichen Darstellung bereits das kommende Spätwerk erahnen lassen. Die erste Arbeit dieser neuen Technik ist das Doppelportrait „Lothar-Günther Buchheim und seine Frau Diethild“. Exemplarisch für diese neue Periode sind die Kompositionen „Quelle“, „Der Meteor“ und „Jerusalem, die Krone der Wüste“.

### Spätwerk
Arte Cifra 1970 bis 1990
Nach dreißig Jahren der Suche fand Erna Dinklage jetzt in der Abgeschiedenheit auf dem Lande bei Dietramszell im Alter von 75 bis 95 Jahren den künstlerisch eigenen Weg.
Es entstand ein umfangreiches Spätwerk, das keinerlei Berührungspunkte mehr mit der Neuen Sachlichkeit der 1920er Jahre aufweist.
In Anlehnung an Armin Zweites Essay Dunkler Traum und Verheißung im Katalog zu Erna Dinklages Ausstellung 1989:
In diesen Gemälden verschränken sich das Evidente mit dem Verschlüsselten.
Das Vegetative des Menschen und das Anthropomorphe der Natur antworten einander.
Komplementärkontraste, der Wechsel plastischer und malerischer Formen, die Rhythmisierung des Verhältnisses von Figur und Grund, wie eine ausdrucksstarke Gebärdensprache geben vielen Arbeiten Komplexität.
Beispiele sind unter anderen die Ölgemälde „Der große Fisch“, „Musik“, „Liebesgarten“, „Der Tanz um das goldene Kalb“, „Hommage à Michel-Angelo“ und „Das Paar“.
Auffällig an diesen Bildern ist das völlige Fehlen des Kopfes.
Für Erna Dinklage war der Kopf des Menschen Symbol eines kalten und scharfen Intellekts und eines harten Pragmatismus in einer hektischen Zeit, der das Gleichgewicht von Gefühl und Geist abhandenzukommen droht.
Diesen Kopf wollte sie nicht mehr darstellen.
Ein langjähriger Prozess führte von ihren realistischen Porträts zu Köpfen mit reduzierten Gesichtszügen, zu Köpfen, die nur noch Augen aufwiesen, bis schließlich der Kopf ganz verschwindet und lediglich das Auge übrig bleibt.
Aus der Mitte des Menschen, nicht aus dem Intellekt, wollte Erna Dinklage eine positive Lebenssicht in ihren Bildern entfalten. Sie spricht nahezu alle Themen des Lebens an: Liebe, Leid, Krieg, Schmerz, Glück, Einsamkeit, Gespräch, Musik, Tanz, Lesen und vieles mehr.
Dieses mit Hilfe der Sprache des Körpers, der Gebärden und Gestik seiner Extremitäten, einer Sprache, die ihrer Meinung nach nicht trügt. Ein wichtiges Anliegen der Künstlerin.
Auch im kleineren Format der Graphik und des Aquarells finden sich die gleichen künstlerischen Kriterien wieder, wie sie oben für die Ölgemälde dargelegt wurden. Beide Bereiche behaupten sich als ebenso umfangreiches, wie auch vielschichtiges Werk.
Die Reihe „Am Fenster“ zeigt eine Welt aus Traum und Phantasie. Die beiden Zyklen „Leidensstationen Jesu“ (15-teilig, 1953) und „Joseph und seine Brüder“ (18-teilig, 1977) deuten biblischen Themen.
Dieses Spätwerk der Künstlerin wurde in seiner Gesamtheit 1989, zwei Jahre vor ihrem Tode, in einer Ausstellung in der Aspekte-Galerie im Gasteig, München gezeigt.

## Arbeiten in Museen
- Die Hirtin, 1920, Öl auf Leinwand, Städtische Galerie im Lenbachhaus, München
- Winterlandschaft, Öl auf Leinwand, Städtische Galerie im Lenbachhaus, München
- Oktoberwiese, 1954, Öl auf Leinwand, Städtische Galerie im Lenbachhaus, München
- Zwei Eichhörnchen, Öl auf Leinwand, Städtische Galerie im Lenbachhaus, München
- Die Stürzende, 1989, Öl auf Leinwand, Städtische Galerie im Lenbachhaus, München
- Die Dichterin, 1989, Öl auf Leinwand, Pinakothek der Moderne, München
- Die gelbe lächelnde Wolke, Öl auf Leinwand, Pinakothek der Moderne, München
- Die Wolke auf der Treppe, 1989, Öl auf Leinwand, Aspekte Galerie Gasteig, München
- Mozart Öl auf Leinwand, Kulturreferat, München
- Staatliche Graphische Sammlung, München

## Auszeichnungen
- 1982: Medaille „München leuchtet“
- 1989: Förderpreis für Frauenforschung und Frauenkultur der Stadt München

## Ausstellungen
- 1929
  - Kunstverein Frankfurt
  - Haus der Kunst München

- 1933 Neue Pinakothek München („Staatliche Kunstausstellung München“)
- 1934 Preußische Akademie der Künste Berlin (Frühjahrsausstellung)
- 1934 Neue Pinakothek München, (Große Münchener Kunstausstellung)

- 1954 Lenbachhaus München
- 1970 Sammlungen Holzinger
- 1979
  - Kunsthalle Tübingen
  - Münchner Versicherungskammer
- 1982 Rathaus München
- 1989
  - Aspektegalerie Gasteig München
  - Galerie Zeitkunst Stuttgart
  - Kunstverein Köln
- 1990 Theater Schweinfurt
- 1992 Aspektegalerie Gasteig